# Sun City (Arizona)
Sun City è una località degli Stati Uniti d'America, nella Contea di Maricopa dello Stato dell'Arizona.
È localizzata nell'area urbana della città di Phoenix. Al censimento del 2000 aveva una popolazione di 38 309 abitanti.